# فرانتیشک سوکول
فرانتیشک سوکول (چکی: František Sokol; ۵ فوریهٔ ۱۹۳۹ – ۱۱ اکتبر ۲۰۱۱) بازیکن والیبال اهل چکسلواکی بود.